# Line feed
Line feed (zkratka LF, česky „posun o řádek“) je v počítačové terminologii název pro speciální netisknutelný řídicí znak, který posune kurzor na další řádek.
ASCII kód tohoto znaku je 0x0A (šestnáctkově) respektive #10 (desítkově).
V případě dálnopisů a jehličkových tiskáren se při přijetí tohoto znaku posunul válec s papírem o jeden řádek. Počítačový terminál na tento znak obvykle reaguje posunem kurzoru o řádek dolů, nicméně v některých operačních systémech je tento znak příkazem k posunu na začátek dalšího řádku. (vizte Nový řádek)
Jako speciální znak v textových řetězcích se v mnoha jazycích uvádí jako \n.